# Їжак Сонік (фільм)
«Їжак Сонік» (англ. «Sonic the Hedgehog») — американсько-японський пригодницький фільм, знятий на основі однойменної франшизи відеоігор від Sega, та розповсюджуваний компанією Paramount Pictures. Режисер фільму — Джефф Фаулер, сценаристи — Патрік Кейсі та Джош Міллер, автори основної історії — Ван Робішо й Еван Сассер. У головних ролях — Бен Шварц (озвучує їжака Соніка) та Джим Керрі (у ролі Доктора Роботніка), а також Джеймс Марсден, Тіка Самптер, Адам Паллі та Ніл Мак-Дона.
Сюжет описує історію їжака Соніка, здатного бігати з надзвуковою швидкістю, що переховується на Землі. Випадково видавши себе, Сонік стає ціллю для одіозного доктора Роботніка. Шериф Том стає другом для Соніка і разом вони встряють у пригоди, де протистоять планам Роботніка заволодіти силою їжака.
2013 року Sony Pictures одержали права на фільм із франшизи Sonic, а 2014 року розпочали виробництво адаптації. Джеффа Фаулера була найнято на роботу режисером у 2016 році, а сам фільм стане його дебютом у кіно. Після припинення Sony праці над фільмом, роботу над ним 2017 року перейняла Paramount, а більшість акторів підписали контракти до серпня 2018 року. Знімальний процес тривав із липня по жовтень 2018 року у Ванкувері, Ледісміті та на острові Ванкувер. 
Фільм «Їжак Сонік», продукт співпраці Paramount Animation, Original Film, Sega, Blur Studio та Marza Animation Planet, вийшов в український кінопрокат 13 лютого 2020 року.

## Сюжет
Їжак Сонік живе в іншому світі під наглядом сови Гострокігті. Він наділений незвичайною здатністю бігати з величезною швидкістю, за що його переслідують інші звірі, прагнучи захопити цю силу. Тож Гострокігтя відправляє Соніка на Землю, де йому нічого не загрожує.
За десять років Сонік переховується в околицях невеликого міста Ґрін-Гіллз у штаті Монтана. Він слідкує за жителями та іноді допомагає їм. Особливо йому до вподоби поліціянт Том Ваховскі та його дружина-ветеринарка Медді. Том отримує направлення в Сан-Франциско і готується до переїзду.
Хоча Сонік радіє життю, облаштувавши собі житло в лісі, проте зізнається собі, що насправді самотній на Землі. Одного разу вночі він грає сам із собою в бейсбол і, розлючений через самотність, виплескує енергію в біг. Це створює електромагнітний імпульс, що вимикає всю електрику в регіоні. Спантеличене міністерство оборони США наймає одіозного доктора Роботніка розслідувати причини збою.
Роботнік досліджує околиці з допомогою дронів і виявляє слід Соніка — істоти, невідомої науці. Сонік планує втекти в інший світ з допомогою кільця, врученого на такий випадок Гострокігтею. Проте дрони вже близько, тож Сонік переховується в підвалі у Тома. Думаючи, що це єнот, Том присипляє Соніка дротиком. В результаті Сонік встигає лише випадково відкрити портал у Сан-Франциско, куди впускає мішечок з рештою кілець. Коли Сонік отямлюється, він розповідає, що в небепзеці і Том неохоче погоджується допомогти. Роботнік обшукує будинок поліціянта та відчуває, що його ціль близько. Він знаходить Сонікову голку й оголошує Тома терористом за переховування невідомої (і потенційно небезпечної) істоти. Тому з Соніком вдається втекти, і вони після сварки вирішують знайти втрачені кільця.
Коли Том телефонує колезі, Роботнік вислідковує його. Сонік же вирушає до бару, видаючи себе за дитину. Вислухавши мрії Соніка, котрі він ще хоче втілити на Землі, Том погоджується порозважатися з ним в різних іграх. Наостанок вони встряють у бійку, в якій Сонік завдяки швидкості виграє й обоє тікають. Сонік після цього сумнівається чи варто йому тікати в інший світ. Він не схвалює рішення Тома покинути Ґрін-Гіллз, стверджуючи, що він залишає своїх справжніх друзів.
Під час переслідування дронами Соніка ранить вибухом. Том доставляє його в Сан-Франциско, де зустрічається з Медді. Вона допомагає отямити Соніка, а її сестра дарує їжакові нові кросівки. Том, Медді й Сонік вирушають на дах хмарочоса «Трансамерика», куди впав мішечок з кільцями. Сонік уже готується вирушити в інший світ, але тут прилітають Роботнік і його дрони. Вибух скидає Тома і Медді з даху, тож Сонік користується кільцем аби переправити їх назад в Ґрін-Гіллз. Використовуючи енергію Сонікової голки Роботнік наділяє свій літак надзвуковою швидкістю та переслідує Соніка по всій планеті.
Зрештою Сонік опиняється знову в Ґрін-Гіллз, де Роботнік майже схоплює виснаженого їжака. Том і містяни заступаються за Соніка і це надихає їжака. Він повертає собі силу з захопленої Роботніком голки та з допомогою кільця викидає доктора до іншого світу.
Том і Медді вирішують залишитися в Ґрін-Гіллз і дозволяють Сонікові жити з ними в їхньому будинку. Згодом Том отримує від уряду подяку та винагороду за подолання Роботніка, всі свідчення існування якого стирають. Тим часом Роботнік опинився на вкритій грибами планеті та обіцяє повернутися.
Титри фільму виконані в стилі відеоігор про Соніка доби Sega Genesis. Між ними у Ґрін-Гіллз виникає портал, з якого виходить антропоморфне двохвосте лисеня та вирушає шукати когось.

## У ролях
- Бен Шварц — актор озвучування Соніка, антропоморфічного блакитного їжака позаземного походження, який здатен бігати на надзвуковій швидкості, і за сюжетом — намагається втекти від уряду.[5][6]
- Джим Керрі в ролі Іво Роботніка / Доктора Еґмена — блискучого, проте самозакоханого й пихатого науковця та винахідника, який будує плани із завоювання світу, а також основного противника Соніка.[7]
- Джеймс Марсден у ролі Тома Ваховскі — колишнього офіцера поліцейського відділку Сан-Франциско[en], а також новопризначеного шерифа Ґрін-Гіллс[en] (штат Монтана), який потоваришивував з Соніком і допомагає йому в його намаганнях зупинити Доктора Роботніка.[8]
- Тіка Самптер у ролі Медді Ваховскі, дружини Тома Ваховскі[9]
- Адам Паллі[en] в ролі ґрінгіллзького офіцера — друга Тома Ваховскі.[10]
- Нік Мак-Дона у ролі Майора Беннінґтона.

Окрім цього у кінофільмі грають Лі Майдаб у Ролі Стона — агента, який близько співпрацює із Доктором Роботніком, Френк Тернер у ролі Божевільного Карла, Наташа Ротвелл, Дебс Говард, Ельфіна Лук, Ріфф Рафф та Ґаррі Чолк.

## Український дубляж
Фільм дубльовано студією «Le Doyen» на замовлення компанії «B&H Film Distribution» у 2020 році.
- Перекладач — Катерина Щепковська
- Режисер дубляжу — Ольга Фокіна
- Звукорежисер — Станіслав Ногін
- Координатор — Марина Булаковська

Ролі дублювали:
- Павло Скороходько — Сонік
- Микола Сирокваш — Том
- Антоніна Хижняк — Медді
- Павло Костіцин — Іво Роботнік / Доктор Еґмен
- Ніна Касторф — Гострокігтя
- Роман Молодій — Агент Стоун
- Євген Малуха — Карл
- Ігор Журбенко — Вейд
- Єгор Скороходько — малий Сонік, Майлз / Тейлз
- Віталіна Біблів — Рейчел
- Роман Солошенко — Майор Беннінґтон

## Створення
Ідея створити фільм про Їжака Соніка виникла ще в серпні 1994 року, коли компанія Sega підписала контракт з Metro-Goldwyn-Mayer та Trilogy Entertainment на зйомки фільм із поєднанням живих акторів та анімації. В травні 1995 року сценарист Річард Джефріс передав Sega для ознайомлення сценарій під назвою «Sonic the Hedgehog: Wonders of the World» (укр. Їжак Сонік: Дива світу). Сюжет засновувався на грі Sonic X-treme: Сонік та Доктор Еґмен втікають із гри в реальний світ, і Сонік дружиться з хлопчиком на ім'я Джош, щоб зупинити Еґмена. Проте угода Sega та MGM провалилася, а робота над картиною була скасована. Тоді Джефріс надіслав сценарій студії DreamWorks Animation, але йому відмовили в екранізації.
У 2013 році кінокомпанія Sony Pictures Entertainment придбала права на екранізацію, а згодом доручила продюсування майбутньої кінокартини студії Marza Animation Planet (яка раніше створювала кат-сцени до ігор про Соніка) і Нілу Моріцу. В лютому 2016 року генеральний директор Sega Хадзіме Сатомі повідомив, що фільм про Соніка вийде в 2018 році. В жовтні того ж року Тім Міллер посів посаду виконавчого продюсера, а Джеффа Фаулера було призначено режисером кінокартини. В жовтні 2017 року Sony продала права на екранізацію компанії Paramount Pictures.запросили Бена Шварца. Також до складу акторів увійшли Тіка Самптер, Адам Паллі та Ніл Макдонаф.
Після виходу першого трейлера в 2018 році більшість фанатів ігор про Соніка обурилися виглядом персонажа, зокрема через його надмірну людиноподібність, що робила Соніка відразливим. Зважаючи на це, 2 травня режисер фільму, Джефф Фаулер, повідомив у своєму Twitter-і, що дизайн Соніка змінять. 13 листопада 2019 року з'явився другий трейлер, зі зміненим дизайном Соніка, ближчим до ігрового, новими сценами та оновленим музичним супроводом. Зміна дизайну Соніка коштувала кінокомпанії Paramount Pictures $5 млн. Пізніше деякі фанати й критики припустили, що це був далекосяжний маркетинговий хід, призначений привернути увагу до фільму скандалом. На їхню думку, дизайн Соніка в фільмі був одразу таким, як у другому трейлері, а перший трейлер створили зумисне потворним для створення ажіотажу.

## Оцінки й відгуки
Середня оцінка фільму від критиків на агрегаторі кінорецензій Rotten Tomatoes склала 63 %, а від пересічних глядачів — 93 %. На Metacritic середній бал фільму — 47/100.
Кларисса Логрі в The Independet розкритикувала, що з фільм не пропонує нічого такого, що глядачі не бачили досі. Зв'язок з оригінальними іграми мінімальний, натомість творці «Соніка в кіно» пішли шляхом типової історії про героя, що опинився на чужій землі. Сонік, за словами Логрі, безумовно, виглядає як в іграх, але його дизайн настільки різкий і перенасичений, що неможливо повірити в справжність цієї істоти. Доктор Роботнік у виконанні Джима Керрі дуже експресивний, але в ньому видно лише самого Джима Керрі.
Сорен Андерсен з The Seattle Times відгукнувся, що Керрі грає настільки сильно, аж здається, що він щось порве, граючи шаленого Еґмена. Шварц надає персонажу Соніка яскравої індивідуальності, тоді як Марсден просто добре виконує свою роль.
Амаон Варманн з Empire писав, що Шварц додає Соніку потрібної кількості дитячої енергії, а Керрі, безсумнівно, найсмішніший комік-ветеран на екрані за довгий час. Але коли Керрі не з'являється в кадрі, Їжак Сонік засмучує. У м'якому центральному зв'язку між Соніком і надто довірливим Шерифом Марсдена не вистачає кількох ключових моментів, і швидкості розвитку стосунків.
Пол Тассі в Forbes підкреслив, що попри посередні відгуки критиків, «Сонік у кіно» сподобався глядачам. Причина, на його думку, полягає в дуже людській історії про позбавлення від самотності, а також у шанобливому ставленні до оригінальних ігор про Соніка. Завдяки цьому «Сонік у кіно» став одним з небагатьох прикладів успішних фільмів, заснованих на відеоіграх.